# Малатини, Хулиан
Хулиа́н Малати́ни (исп. Julián Malatini; род. 31 мая 2001, Хенераль-Кабрера, Кордова) — аргентинский футболист, защитник клуба «Вердер».

## Клубная карьера
Малатини — воспитанник клуба «Тальерес». 6 марта 2021 года в матче против «Атлетико Сармьенто» он дебютировал в аргентинской Примере. 22 августа в поединке против «Унион Санта-Фе» Хулиан забил свой первый гол за «Тальерес». В начале 2023 года Малатини на правах аренды перешёл в «Дефенса и Хустисия». 6 февраля в матче против «Химнасии Ла-Плата» он дебютировал за новый клуб. 
В начале 2024 года Малатини перешёл в немецкий «Вердер». Сумма трансфера составила 2 млн. евро. 